# Tulio Jacovella
Tulio José Jacovella (San Miguel de Tucumán, 1 de octubre de 1912 - Buenos Aires, 30 de junio de 1994) fue un periodista, editor de libros y escritor argentino, adscripto a las corrientes del pensamiento nacionalista.
Fundó con su hermano Bruno la revista Esto Es (1953-1957); codirigió la revista nacionalista Mayoría ―único medio que publicó las investigaciones del periodista Rodolfo Walsh acerca de los recientes fusilamientos de peronistas en José León Suárez (provincia de Buenos Aires), que posteriormente Walsh compilaría en el libro Operación masacre―.
Más tarde fundaron el diario Mayoría. También dirigió la revista Tecnología y Modernización.
En colaboración con su hermano Bruno escribió El ocaso de la cuarta Argentina federal (1990).

## Historiador
El 15 de junio de 1938 se reunieron en la ciudad de Santa Fe (a 480 km al norte de Buenos Aires), entre otros, los historiadores José María Rosa, Alfredo Bello, José María Funes y Tulio Jacovella para crear el Instituto de Estudios Federalistas con el fin de «contribuir a la impostergable revisión de la Historia argentina».

## Revista «Esto Es»
En 1953, durante el período democrático, Tulio y Bruno comenzaron a publicar el semanario político Esto Es.
Tras el golpe de Estado ―autodenominado Revolución «libertadora»― perpetrado el 16 de septiembre de 1955 por Pedro E. Aramburu, los hermanos Jacovella pudieron continuar publicando la revista. Sin embargo seis meses después, en marzo de 1956, la revista fue clausurada y todos sus números confiscados por el Gobierno militar, debido a que Tulio fue acusado de aceptar el aporte de capitales del empresario peronista Jorge Antonio.

## Revista «Mayoría»
Un año después, el 8 de abril de 1957, los hermanos lanzaron en su reemplazo el semanario Mayoría: Una amplia perspectiva del país y del mundo.
Tulio sería su director.
La publicaba la editorial Diagrama, en Buenos Aires y se distribuía casi clandestinamente.
En los números de mayo y julio de 1957, Jacovella publicó las investigaciones del periodista Rodolfo Walsh acerca del fusilamiento de peronistas en José León Suárez (el 9 de junio de 1956).
El 9 de febrero de 1960, el presidente Arturo Frondizi ―que había ascendido al poder mediante la proscripción del Partido Peronista― clausuró la revista Mayoría e hizo que la policía federal detuviera a su director, Tulio Jacovella, por haber publicado los capítulos del libro El caso Satanowski de Rodolfo Walsh.
Doce años después, el 16 de noviembre de 1972, Mayoría reapareció como diario matutino, cuya tendencia se definía claramente en la frase que acompañaba a su logotipo: «Un pensamiento nacional para las mayorías nacionales».
Se cerró definitivamente en 1974.

## Vida privada
Tuvo una hija, llamada Lucila Jacovella.
Falleció el 30 de junio de 1994, a los 81 años.
El 11 de septiembre de 1996 falleció su hermano Bruno Jacovella, que fue profesor universitario, traductor, periodista, reconocido investigador del folclore argentino y escritor de orientación peronista católica. Fue director del Instituto de la Tradición de la provincia de Buenos Aires y del Instituto Nacional de Musicología.

## Obras
- Jacovella, Tulio José; y Jacovella, Bruno C. (1990): El ocaso de la IV Argentina federal. El destierro de Perón, su retorno triunfal y su muerte. Una visión crítica para la historia a través de los artículos editoriales de la revista y el diario «Mayoría». Buenos Aires: Mayoría, 1990.[5]
- Jacovella, Tulio; y Jacovella, Bruno (1953-1957): Esto Es. Revista ilustrada semanal. Periodismo político argentino. A fines de 1956 fue clausurada y confiscada por el Gobierno militar encabezado por Pedro E. Aramburu. Sus editores, Bruno y Tulio Jacovella, lanzaron entonces en su reemplazo el semanario Mayoría.